# Wilfried Sanou
Wilfried Sanou (født 16. marts 1984) er en tidligere fodboldspiller fra Burkina Faso.

## Burkina Fasos fodboldlandshold
| Burkina Fasos landshold | Burkina Fasos landshold | Burkina Fasos landshold |
| År                      | Kmp                     | Mål                     |
| ----------------------- | ----------------------- | ----------------------- |
| 2001                    | 2                       | 2                       |
| 2002                    | 3                       | 0                       |
| 2003                    | 0                       | 0                       |
| 2004                    | 3                       | 0                       |
| 2005                    | 0                       | 0                       |
| 2006                    | 0                       | 0                       |
| 2007                    | 4                       | 1                       |
| 2008                    | 0                       | 0                       |
| 2009                    | 2                       | 0                       |
| 2010                    | 2                       | 0                       |
| 2011                    | 2                       | 0                       |
| 2012                    | 1                       | 0                       |
| 2013                    | 7                       | 1                       |
| Total                   | 26                      | 4                       |